# Isaac Acuña
Isaac Acuña Sánchez (Calexico, California, Estados Unidos, 18 de agosto de 1989) es un futbolista naturalizado mexicano, se desempeña como delantero y actualmente juega en el Municipal Limeño de la Primera División de El Salvador.

## Carrera
Acuña dio sus primeros pasos en el Cachanillas-Lázaro de la Liga Menor Urbana de Mexicali, para luego pasar al CEFORCA (Centro de Formación del Club América).

### Club América
El 9 de abril de 2010, Acuña hizo su debut con el Club América contra Jaguares de Chiapas entrando como sustituto en el minuto 85. Para el Torneo Apertura 2012 lo adquiere el equipo Mérida.

### Querétaro
El 1 de enero de 2011, Acuña se unió a Querétaro  en calidad de préstamo. En su primer partido frente a Santos Laguna, marcó un gol sacando a Oswaldo Sánchez y luego tocando el balón y Luego se fue a marcar un gol espectacular contra el Cruz Azul y ha aumentado su cuenta goleadora.
Después se fue a jugar a Mexicali con el equipo de la colonia Baja California

## Clubes
| Club                       | País      | Año         |
| -------------------------- | --------- | ----------- |
| Club América               | México    | 2010        |
| Querétaro Fútbol Club      | México    | 2011        |
| Club América               | México    | 2011        |
| Club de Fútbol Mérida      | México    | 2012        |
| Club Deportivo Pacífico FC | Perú      | 2014        |
| Celaya Fútbol Club         | México    | 2015        |
| Club Deportivo Sanarate    | Guatemala | 2017        |
| Comunicaciones Fútbol Club | Guatemala | 2018        |
| Deportivo Guastatoya       | Guatemala | 2018 - 2020 |